# Куба на летних Олимпийских играх 1928
Куба принимала участие в Летних Олимпийских играх 1928 года в Амстердаме (Северная Голландия, Нидерланды) в четвёртый раз за свою историю, но не завоевала ни одной медали. От страны участвовал всего 1 спортсмен — Хосе Баррьентос, один из сильнейших спринтеров того времени.

## Результаты соревнований

### Лёгкая атлетика
Кубинец выиграл 13-й предварительный забег, опередив француза Андре Сербонне и бельгийца Фреда Зиннера (четвёртый участник забега Артур Порритт не стартовал из-за травмы). В четвертьфинале Баррьентос оказался лишь пятым, первое место занял будущий олимпийский чемпион Перси Уильямс с олимпийским рекордом (10,6 секунды), а вторую путёвку в полуфинал получил Джек Лондон, ставший бронзовым призёром.
Мужчины
| Дисциплина | Спортсмен       | Предварительный раунд | Предварительный раунд | Четвертьфиналы | Четвертьфиналы | Полуфиналы           | Полуфиналы           | Финал                | Финал                |
| Дисциплина | Спортсмен       | Результат             | Место                 | Результат      | Место          | Результат            | Место                | Результат            | Место                |
| ---------- | --------------- | --------------------- | --------------------- | -------------- | -------------- | -------------------- | -------------------- | -------------------- | -------------------- |
| 100 м      | Хосе Баррьентос | 11,0                  | 1 Q                   |                | 5              | Завершил выступление | Завершил выступление | Завершил выступление | Завершил выступление |